# Aphthona atrocaerulea
Aphthona atrocaerulea  (лат.) — вид листоедов (Chrysomelidae) из подсемейства козявок (Galerucinae). Распространён в Северной и Центральной Европе на юг до северной части Италии и Румынии, также встречается в Испании и Балеарских островах.

## Питание
Взрослые жуки и их личинки питаются листьями молочая (Euphorbia) (молочайные) видов — молочай миндалевидный (Euphorbia amygdaloides), Euphorbia characias, молочай кипарисовый (Euphorbia cyparissias) и молочай острый (Euphorbia esula), а также представителей рода улекс (Ulex).